# Vale de Selacano
Vale de Selacano (em grego: Σελάκανο; romaniz.: Selakano) é um vale arborizado do município de Ierápetra na unidade regional de Lasíti. Selacano constitui um dos ecossistemas mais importantes da ilha de Creta, assim como do Mediterrâneo. Está localizado a noroeste de Ierápetra na parte sudeste dos montes Dícti. A região do planalto é o local de caça e nidificação de muitas aves como os falcões.
Na floresta de pinheiros (Pinus brutia) há hegemonia de espécies tolerantes à seca capazes de crescer em diversos tipos de solo e nas rochas. Há também pinheiros-carrasco (Quercus coccifera) plátanos (Platanus orientalis), bordos cretenses (Acer sempervirens) ciprestes-italianos (Cupressus sempervirens) e várias outras espécies vegetais. Próximos aos assentamentos de Selacano e Mathokastana há grande abundância de nogueiras, pereiras, vinhas e trechos de campos cultivados com hortaliça. No passado a floresta fornecia para os habitantes locais madeira e resinas, sendo que hoje a base economia da região é a apicultura. Atualmente é a maior produtora de produtos apícolas de Creta.